# Tramway de Lund
Le tramway de Lund (suédois : Lunds spårväg), parfois appelé LundaExpressen, est un réseau de tramway de 5,5 kilomètres desservant la ville de Lund, dans la région de Scanie, dans le Sud de la Suède. Inauguré le 12 décembre 2020, l'exploitation commerciale a débuté le lendemain, marquant ainsi l'ouverture du premier réseau de tramway moderne du pays, et le quatrième actuellement en opération commerciale, avec les tramways de Stockholm, Göteborg et Norrköping.

## Historique

### Premiers projets
Les premiers projets et discussions à propos de la création d'un réseau de tramway à Lund remontent à 1896, lorsqu'une autorisation de réaliser une ligne de tramway reliant la ville à Malmö fut demandée à la municipalité. Cette dernière rejeta la proposition, de par l'absence d'études abouties sur les aspects techniques du projets (nature de l'alimentation électrique, largeur de la voie, etc...).
La construction d'un réseau de tramway propre à la ville de Lund revint sur la table à l'automne 1905 après le dépôt d'une motion réalisée par Wilhelm Westrup, portant sur la construction d'un tramway électrique dans la ville. Selon les arguments d'alors, la ville est d'une taille suffisante pour nécessiter un réseau de tramway, comme le font d'autres villes de taille similaire (Helsingborg, Jönköping ou Uppsala). Un premier réseau fut ainsi proposé, composé de trois lignes à voie unique à écartement métrique effectuant des itinéraires en boucle dans divers quartiers de la ville. Ce réseau fut toutefois jugé trop peu efficace pour une bonne couverture de la ville, et fut modifié en conséquence. Le nouveau réseau dispose désormais d'un nœud central situé à proximité de la cathédrale de Lund, d'où partent quatre branches radiales. Il serait ainsi construit 5,6 kilomètres de voies uniques, desservies par un tramway toutes les 5,5 minutes. Le conseil municipal décida toutefois que tous ces projets n'étaient pas assez convaincants, et mis le projet de côté pour une durée indéterminée. Ce n'est qu'en 1928 que la proposition fut officiellement rejetée.

### Création d'un tramway moderne

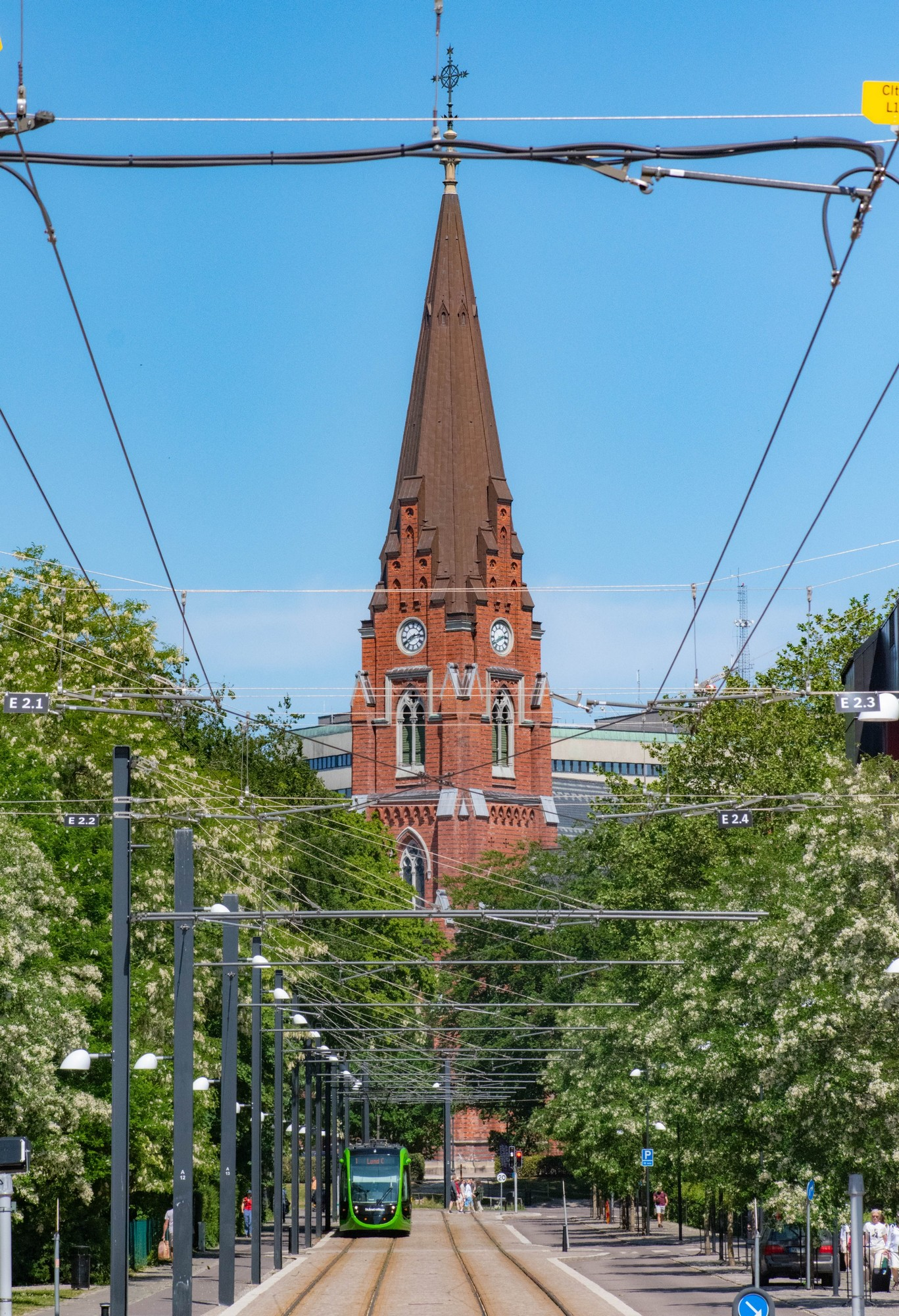
Une rame approchant la Gare Centrale de Lund.

La création d'une ligne de transport régulière entre le centre-ville et l'université de Lund (parfois dénommé « Lundalink ») est un projet débattu dès la fin des années 1980, qui verra le jour sous une première forme en 2003 via la mise en place d'une plateforme bus le long de l'itinéraire, séparée de la circulation automobile, desservie par plusieurs lignes de bus urbaines et régionales. Cette plateforme fut dès la construction pensée pour un jour accueillir des rails de tramway,. En 2015, la décision finale de construire une ligne de tramway fut prise, et les travaux débutèrent le 15 février 2017, pour un coût total alors estimé à 1,5 million de couronnes suédoises. L'un des objectifs du tramway sera, en plus de desservir l'université et le centre hospitalier, de rallier le nouveau quartier de Brunnshög, au nord-est de la ville, qui devrait compter à terme environ 40 000 habitants. L'inauguration officielle de la ligne eu lieu le 12 décembre 2020, durant la pandémie de Covid-19, et s'est par conséquent déroulée en ligne. L'exploitation commerciale standard débuta dès le lendemain, avec toutefois un service réduit ; l'ensemble du personnel n'ayant pas encore été formé, seules quatre rames sur les sept circulaient. L'ensemble des rames seront finalement mises en service en août 2022.
Le 12 février 2021, l'ensemble des rames furent retirées du service pour cause de problèmes sur les bogies, le trafic ayant été assuré durant quelques semaines uniquement qu'avec des bus de remplacement, le temps que les rames soient réparées à Oslo. Ce n'est qu'en avril de la même année que l'exploitation pourra reprendre, avec seulement trois rames sur les sept dans un premier temps.
Plusieurs extensions de la ligne avaient été évoquées lors de la construction de la ligne, que ce soit vers l'est (quartiers de Linero, Dalby ou Södra Sandby), vers le sud (quartier de Staffanstrop, via le centre-ville), ou encore vers l'ouest (quartiers de Lomma et Bjärred),. Toutefois, l'ensemble de ces propositions furent rejetées, aucun n'ayant été incluse dans le schéma directeur des transports de la ville de 2018.

## Réseau

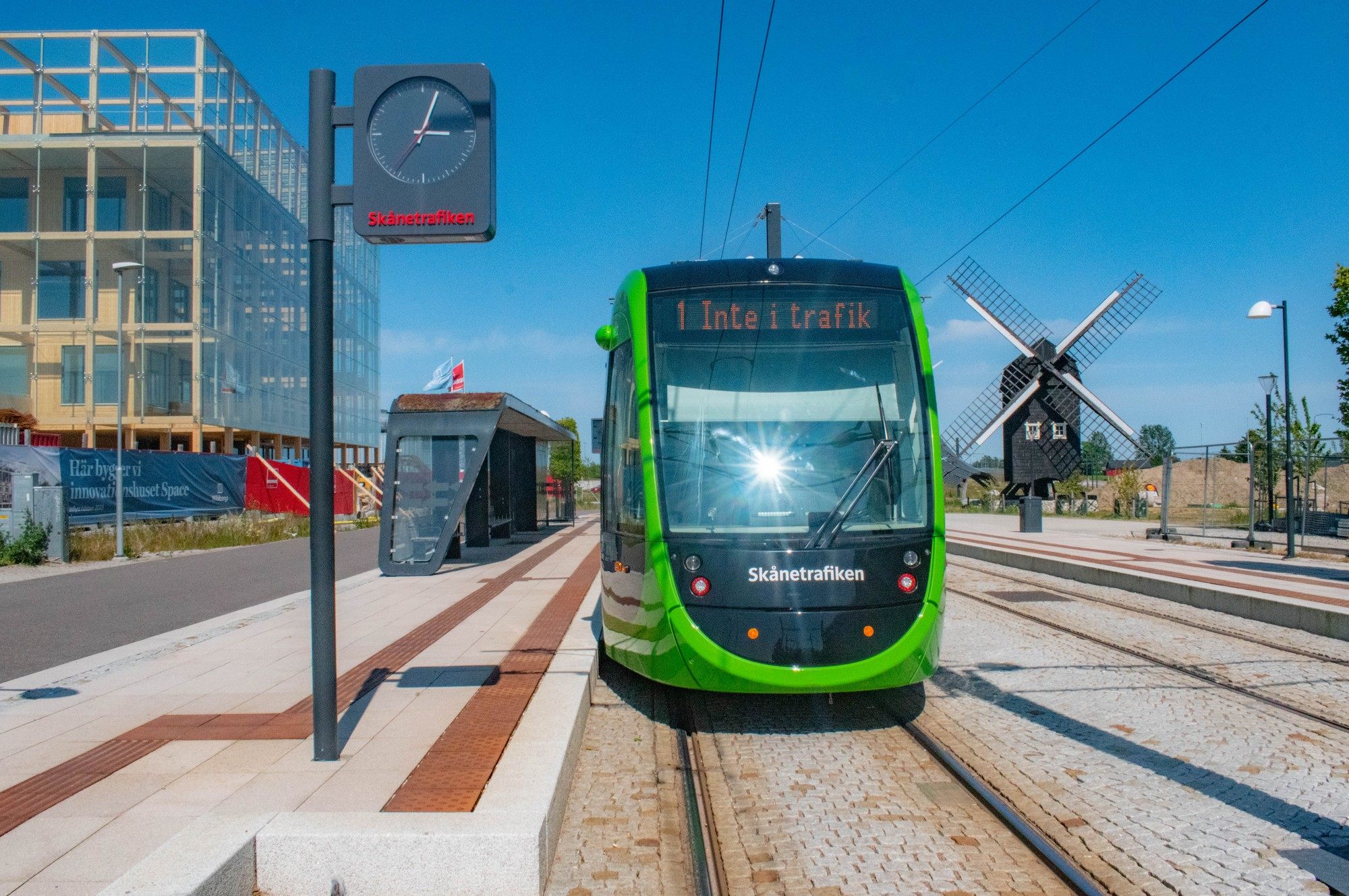
Rame au terminus de la ligne, ESS.

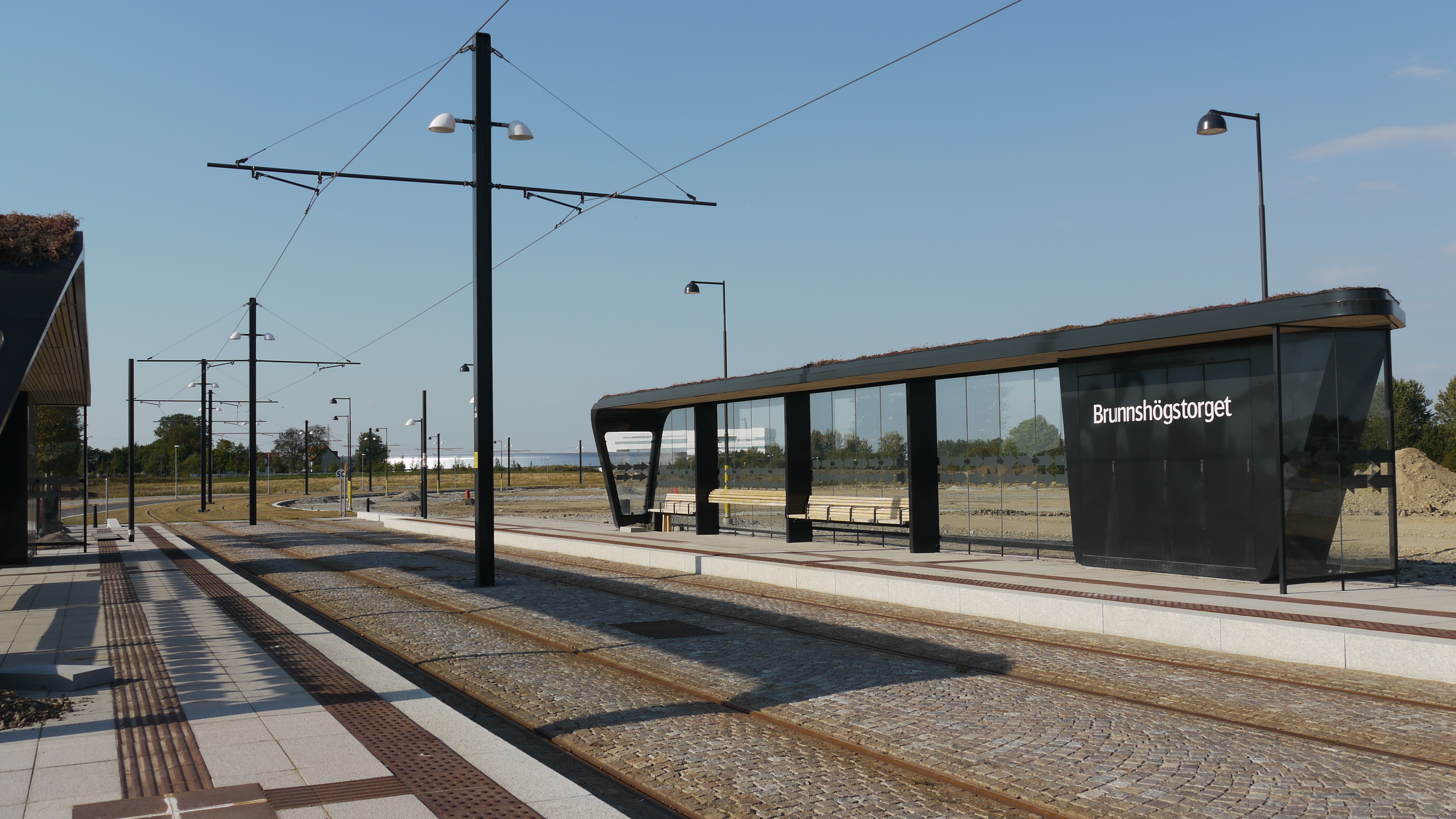
Station Brunnshögstorget.

La ligne de tramway est de construction conventionnelle, équipée de deux voies à écartement standard (1 435 mm), alimentées en courant continu 750 V par une ligne aérienne de contact (LAC), installée à 5,5 mètres au-dessus de la voie. Au contraire des trains circulant sur le réseau ferré suédois, les tramways circulent à droite de la voie, en conduite à vue. La ligne est majoritairement située en site propre, sa construction a ainsi entraîné la redirection de nombreuses lignes de bus par des rues parallèles. La ligne est dénommée « Ligne 1 » au sein du réseau de transport de Lund, et comporte 9 stations desservies à la demande, disposant de quais de 35 mètres de long. Ces stations sont équipées d'abris spécialement conçus pour les intempéries, disposant de prises USB, et de chauffage radiant pour la période hivernale. Plusieurs écrans sont également installés sur les quais, permettant de fournir des informations en temps réel aux voyageurs.
La municipalité est responsable de la construction et de la maintenance de l'axe, toutefois la région de Scanie est propriétaire des rames, et du dépôt. Ce dernier, construit à l'extrémité nord de la ligne, vu sa construction être entamée très tardivement par rapport au reste du projet, courant 2018, entraînant de nombreux retards sur la date de mise en service prévisionnelle de la ligne. Le trajet d'un terminus à l'autre s'effectue en 15 minutes environ, avec un passage toutes les 7,5 minutes en moyenne en semaine, soit une capacité d'environ 1 300 passagers transportés par heure.
La ligne est exploitée par Vy Buss (sv), compagnie gérant également les lignes de bus municipales, les conducteurs alternant entre la conduite des deux modes de transport. Avant l'ouverture de la ligne, les futurs conducteurs furent formés à Stockholm sur la Tvärbanan, dans le cadre d'un accord conclu avec Arriva, l'exploitant de cette ligne.
Schéma de la ligne :

|  | KBHFa_green |

|  | BHF_green |

|  | BHF_green |

|  | BHF_green |

|  | BHF_green |

|  | BHF_green |

|  | BHF_green |

|  | BHF_green |

|  | KBHFe_green |

## Matériel roulant

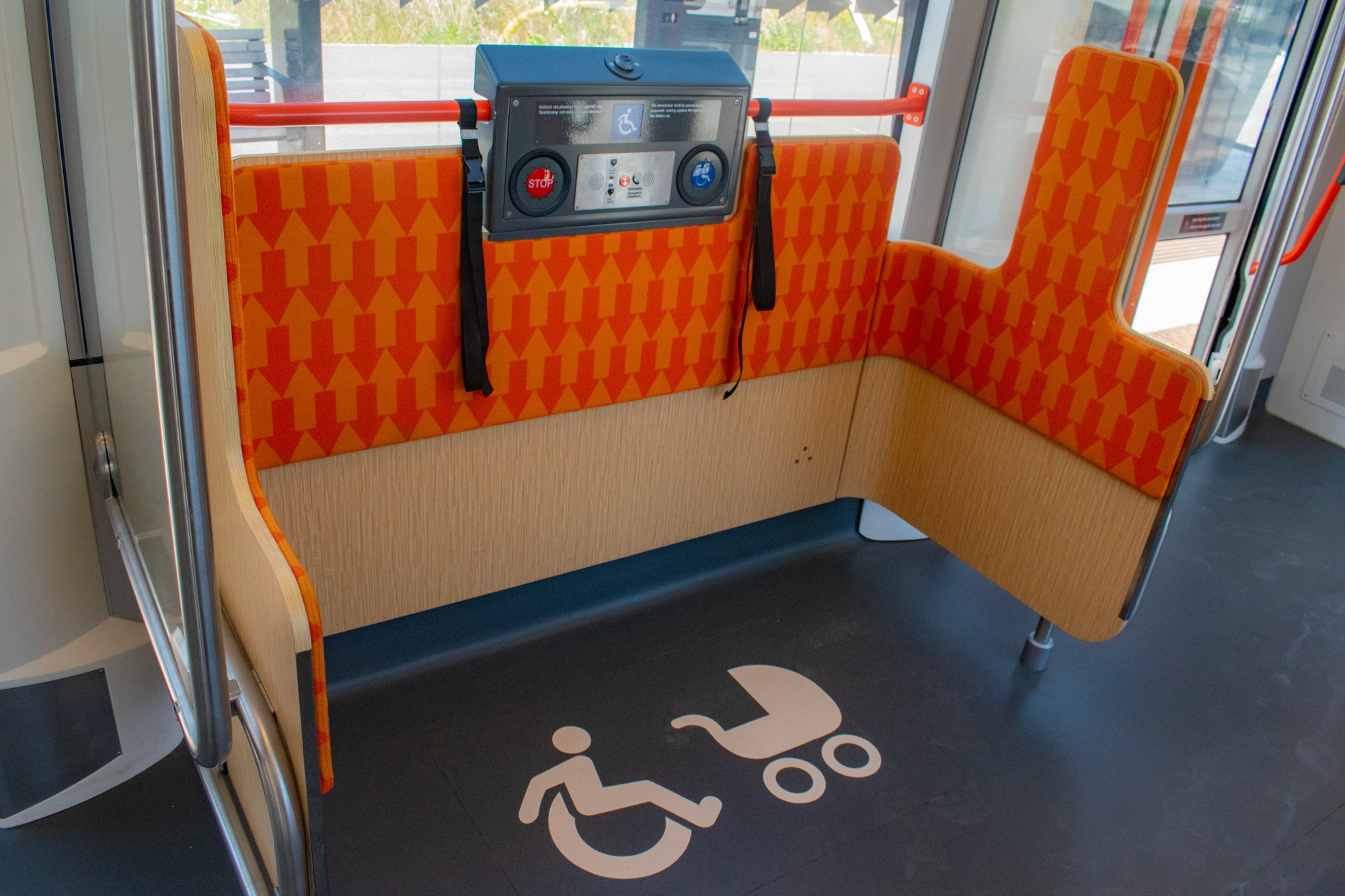
Emplacement PMR à bord des rames.

La ligne est exploitée à l'aide de sept rames Urbos 100, commandées en mai 2018 par Skånetrafiken, et construites à Saragosse par le constructeur espagnol CAF (« Construcciones y Auxiliar de Ferrocarriles »). Ces rames mesurent 33 mètres de long, possèdent une capacité d'emport de 200 passagers, et disposent de 40 places assises. Les rames du tramway de Lund sont aménagées à la manière des lignes « MalmöExpressen » et « HelsingborgExpressen », qui sont elles parcourues par des bus articulés. L'intérieur des véhicules présente ainsi un équipement similaire, les emplacements dédiés aux PMR sont indiqués en orange, là où le reste de la rame se caractérise plutôt par des teintes noires et grises. Les rames disposent d'un nombre important d'emplacements PMR, puisque desservant l'hôpital universitaire de Scanie. À l'inverse, les rames possèdent relativement peu de places assises, étant donné le faible temps de parcours de la ligne, et le flux de voyageurs important l'empruntant. Tous les sièges sont équipés de prises USB.
Ces rames, de même que celles utilisées sur le service Pågatågen de Skånetrafiken, ont été toutes baptisées d'après des personnages ou des éléments liés à la ville de Lund, à la suite d'une consultation citoyenne lancée en 2019. La première rame fut nommée Åsa-Hanna (sv), suivie par les rames Sfinxen, Lindeman (sv), Blåtand, Brandklipparen (sv), Inferno (sv) et Saxo Grammaticus. La première rame fut livrée le 29 juillet 2020, sa mise en service étant accompagnée par une ancienne motrice de tramway provenant du réseau de Stockholm, qui fut empruntée au musée du tramway de Malmköping durant quelques jours, pour pouvoir assister et secourir la rame en cas de problème. La dernière rame fut livrée le 18 décembre 2020.

## Galerie

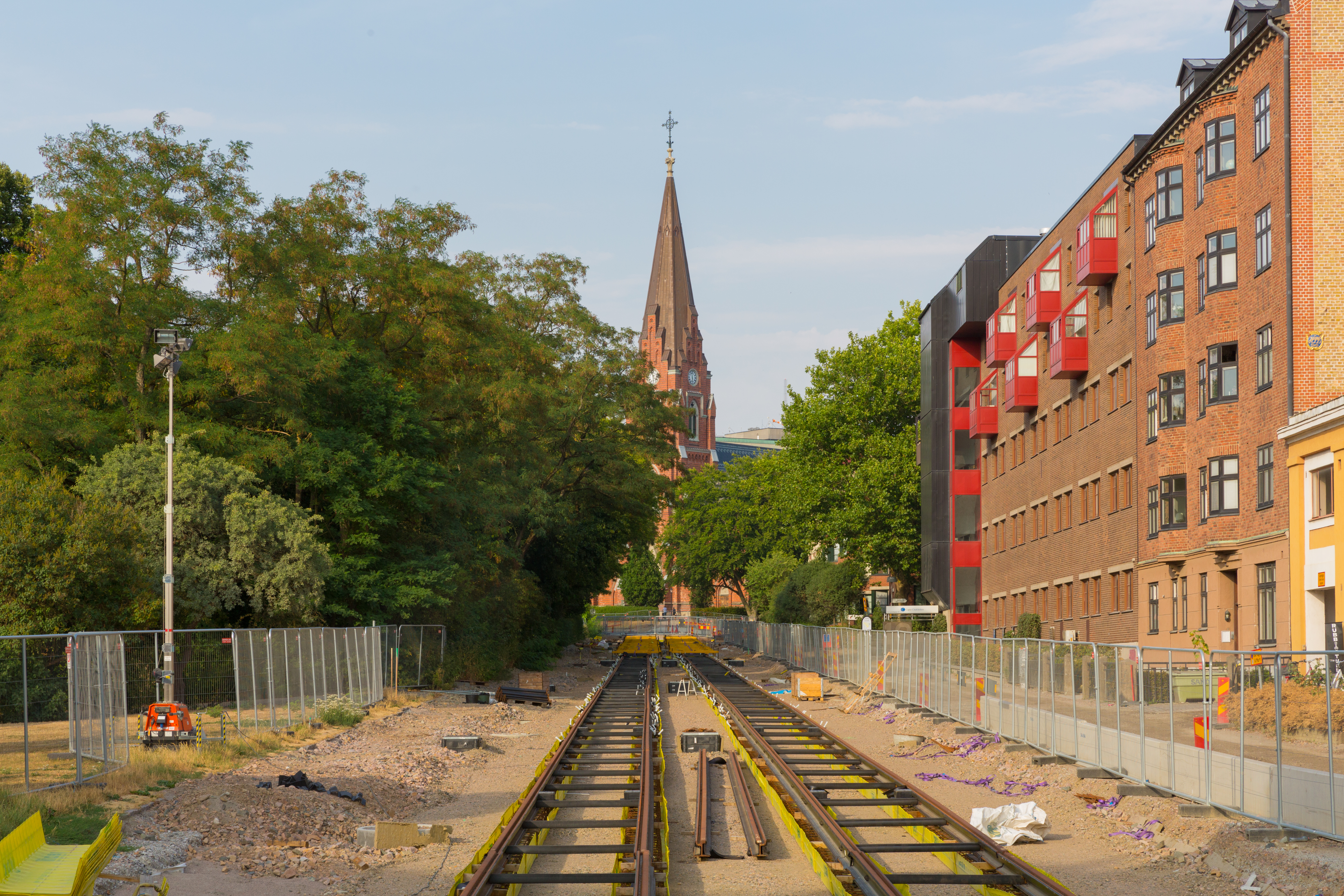
Construction de la ligne
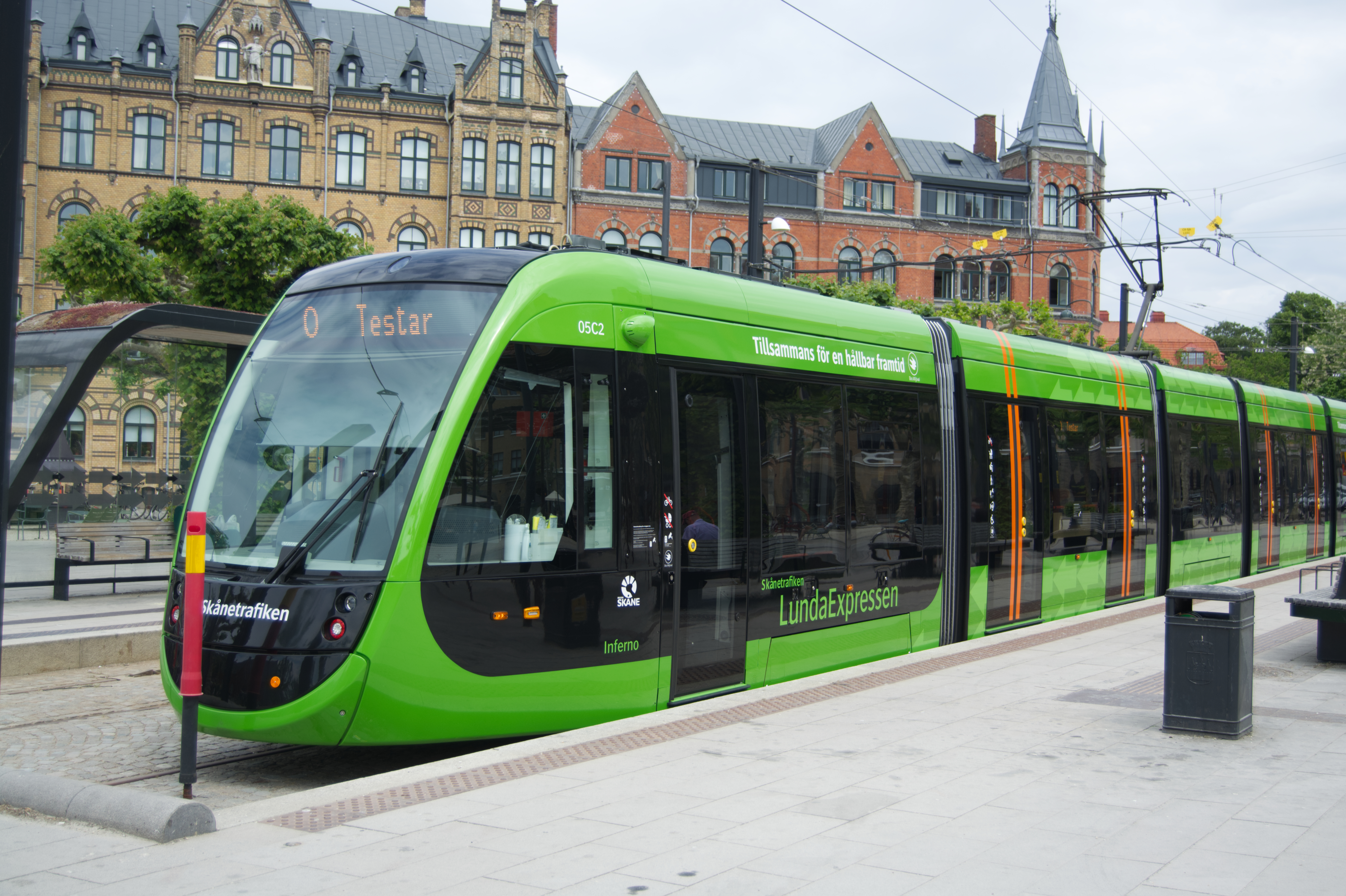
Rame arrêtée à la station Lund C
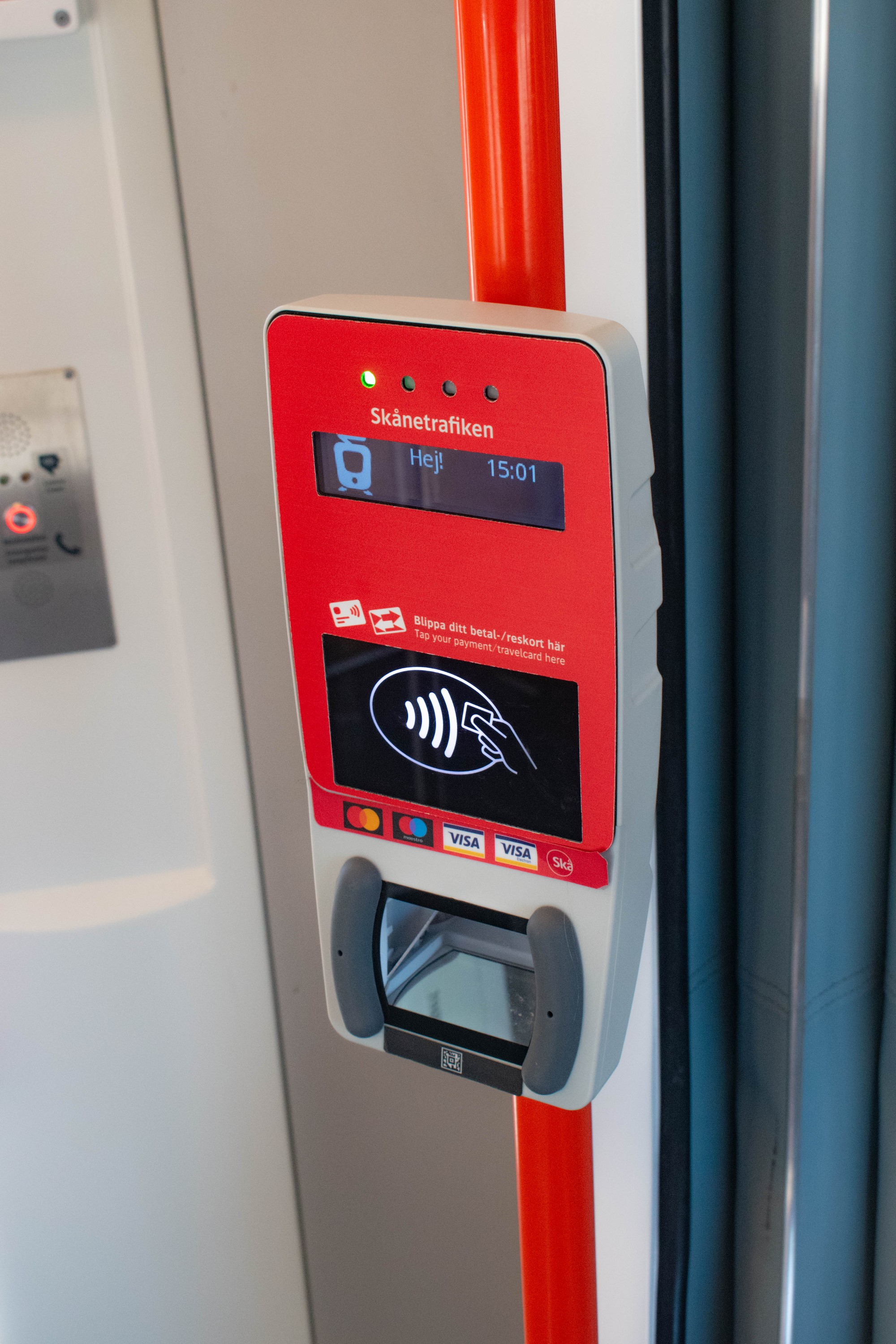
Valideur présent à bord des rames
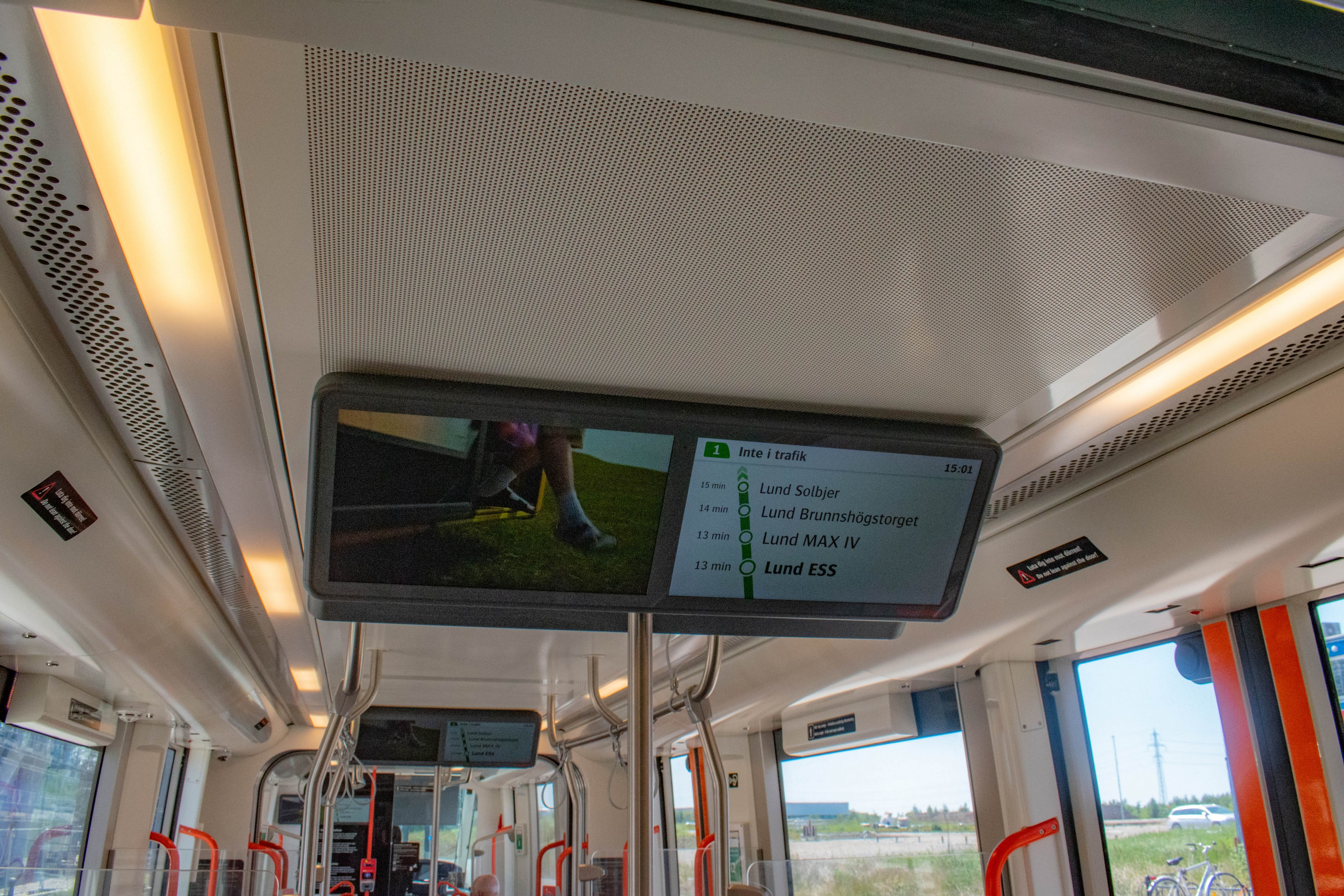
Écran d'information présent à bord des rames
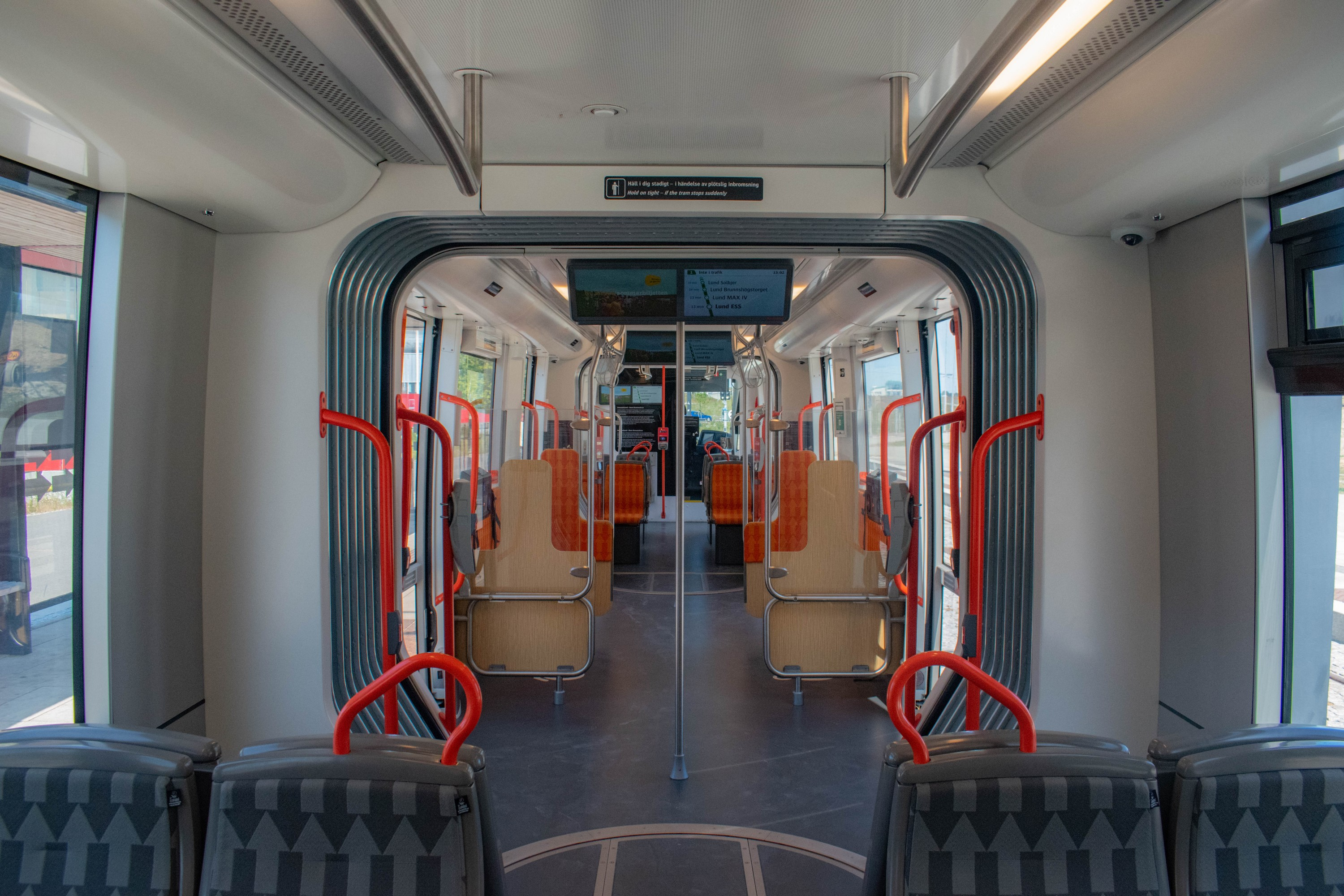
Intérieur d'une rame
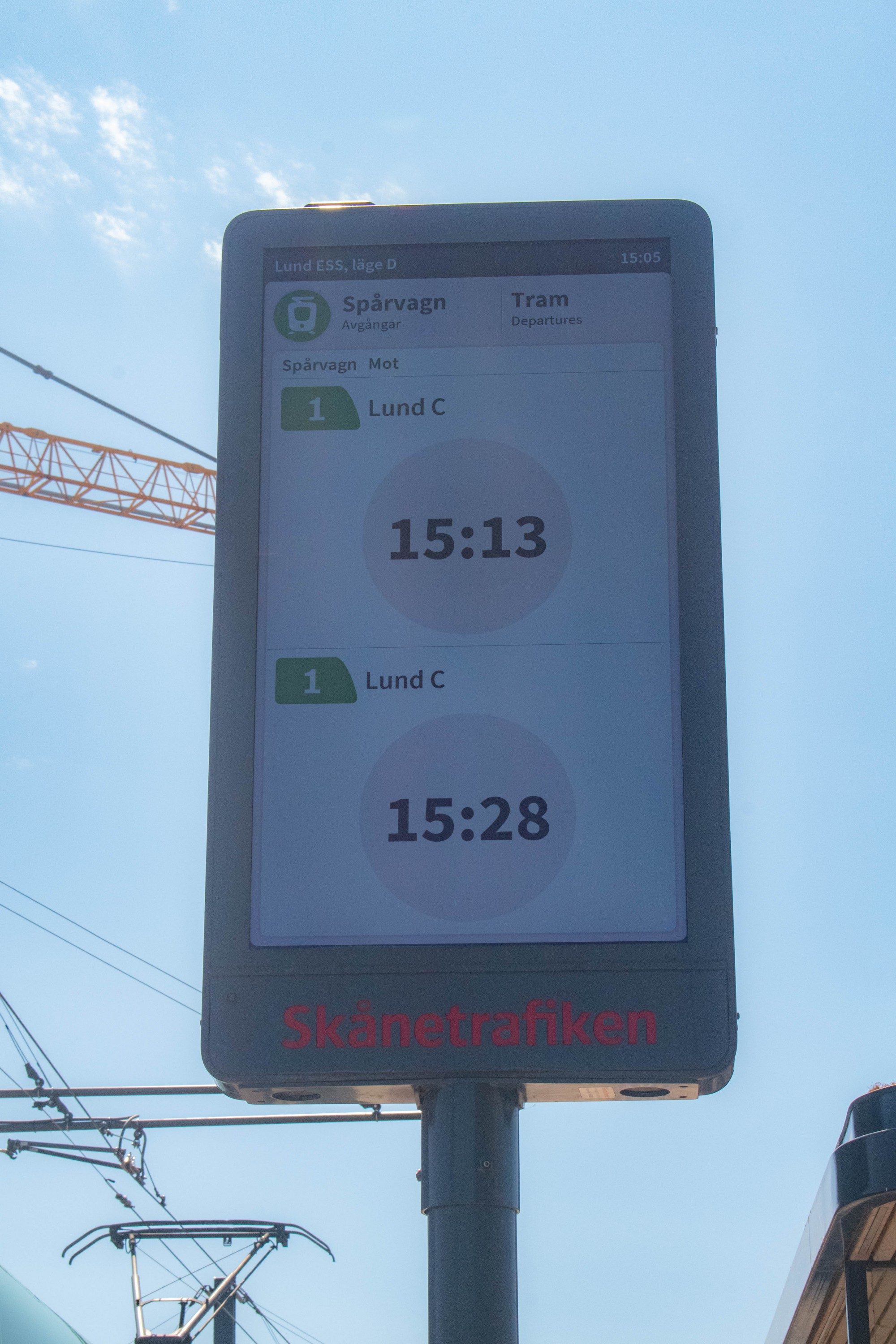
Écran d'information présent sur les quais